# Caracallabogen (Djémila)

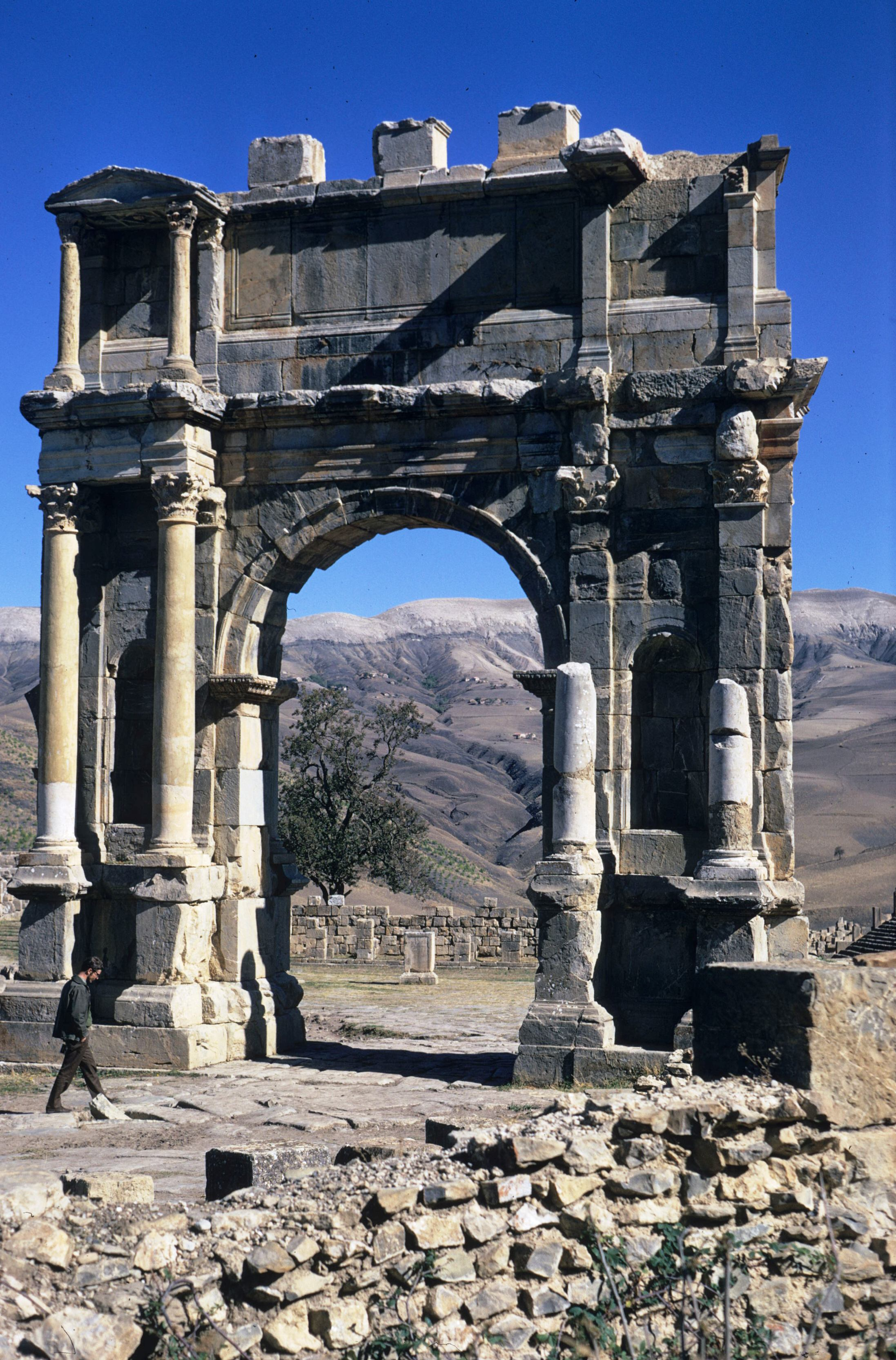
Caracallabogen in Djémila

Der Caracallabogen in Djémila, dem antiken Cuicul, ist ein eintoriger Ehrenbogen, der im Jahr 216 zu Ehren von Caracalla, seiner Mutter Julia Domna und seinem Vater Septimius Severus errichtet wurde.
Ferdinand Philippe d’Orléans entdeckte den Bogen – seit 1982 UNESCO-Welterbe – im Jahr 1839 auf einer Expedition und wollte ihn nach Paris transportieren, um ihn der L'Armée d'Afrique à la France zu widmen. Doch wurde das Vorhaben nach dem Tod seines Entdeckers 1842 aufgegeben.
Der Bogen bildete den Eingang zum severischen Forum der Stadt und stand am Ende der Straße, die von dem antiken Sitifis nach Cuicul führte. Er ist 12,50 Meter hoch, 11,60 Meter breit und besitzt einen 3,90 Meter tiefen Bogendurchgang. Die Stirnseiten der Bogenpfeiler sind links und rechts des Durchgangs mit je einer von Pilastern gerahmten Nische versehen. Den Pilastern korrespondieren jeweils zweigeschossige Säulenstellungen korinthischer Ordnung auf Einzelpostamenten.
Die auf den höheren unteren Säulen folgenden Gebälke sind mit dem Gebälk des eigentlichen Bogens verkröpft und tragen kleine, von Dreiecksgiebeln bekrönte Ädikulä auf Höhe der Attika des Bogens. Auf der Attika erhalten sind die Reste dreier Statuenbasen, die einst die Statuen der durch den Bogen geehrten Angehörigen der severischen Familie trugen.
Die Dedikationsinschrift lautet:
Imp(eratori) Ca[es(ari)] M(arco) Aurelio Severo Antonino Pio Felici Aug(usto) /

Parth[ic]o maximo Britannico max(imo) Germanico max(imo) /

pontif(ici) [m]ax(imo) trib(unicia) pot(estate) XVIIII co(n)s(uli) IIII imp(eratori) III p(atri) p(atriae) proco(n)s(uli) /

et Iuli[ae] Domnae Piae Felici Aug(ustae) matri eius et senatus et pa/

triae et [cas]trorum et divo Severo Aug(usto) Pio patri Imp(eratoris) Caes(aris) M(arci) Aureli Se/

veri Ant[onini] Pii [Felic]is Aug(usti) arcum triumphalem a solo d(ecreto) d(ecurionum) res p(ublica) fecit
„Dem Imperator Caesar Marcus Aurelius Severus Antoninus, dem Frommen, dem Glücklichen, dem Augustus /

dem größten Bezwinger Parthiens, Britanniens und Germaniens /

dem Pontifex maximus, dem 19-fachen Inhaber der Tribunizischen Gewalt, dem vierfachen Konsul, dem dreifachen Imperator, dem Vater des Vaterlandes, dem Prokonsul /

und der Iulia Domna, der Frommen, der Glücklichen, der Augusta, seiner Mutter und der des Senats und des /

Vaterlandes und der Militärlager, und dem vergöttlichten Severus Augustus, dem Frommen, dem Vater des Imperators Caesar Marcus Aurelius /

Severus Antoninus, des Frommen, des Glücklichen, des Augustus hat den Triumphbogen auf Beschluss der Decurionen der Staat errichtet.“